# Jan Očko z Vlaŝimi
Jan Očko z Vlaŝimi (Vlašim, 1292 - Praga, 14 de janeiro de 1380) foi um cardeal boêmio da Igreja Católica, que serviu como arcebispo de Praga.

## Biografia
De uma antiga família aristocrática da Boêmia, era filho de Johann von Kamenice. Após uma cirurgia, ele perdeu a visão do olho esquerdo e por isso ele foi chamado de "Očko" (Olho).
Ele era tabelião e capelão do conde João de Luxemburgo; depois que o filho do conde se tornou o rei Carlos IV da Boêmia, Jan foi nomeado seu secretário. Em 1340, tornou-se reitor da igreja de Todos os Santos, no castelo de Praga. Em 1342, foi eleito cônego do capítulo da catedral metropolitana de Praga. Ele também foi cônego de o capítulo da catedral de Mělnmk e Breslau.
Foi eleito como bispo de Olomouc em 17 de novembro de 1351, recebendo a ordenação episcopal em 13 de abril de 1352, na Catedral de São Vito, de Arnošt z Pardubic, arcebispo de Praga.
Ele acompanhou o rei da Boêmia em sua viagem à Suíça em 1353 e a Roma em 1355. Ele estabeleceu uma capela na catedral de Praga, bem como um hospital para os pobres e para mulheres nobres que empobreceram sob o Vyšehrad de Praga.
Foi promovido a arcebispo de Praga em 12 de julho de 1364, confirmado em 23 de agosto seguinte. Com autorização papal, assumiu imediatamente a administração da arquidiocese e o pálio foi trazido pelo bispo de Speyer, Lamprecht von Brunn, em 1364. Por ocasião de um visita do rei Carlos IV a Avinhão, o Papa Urbano V concedeu ao arcebispo e seus sucessores, em 28 de maio de 1365, o legado papal perpétuo para as sés de Praga, Olomouc, Loitomischl, Meissen, Bamberg e Regensburg, que foram visitados pelo arcebispo Jan logo após sua nomeação.
Foi conselheiro diplomático e financeiro do rei da Boêmia e imperador da Alemanha, Carlos VI, seu amigo desde a juventude; ele administrou o reino durante as ausências do monarca e, além disso, foi o educador do futuro rei Wenzels IV. Ele tinha um ótimo interesse pela vida religiosa de sua arquidiocese, onde celebrou oito sínodos diocesanos; publicou cinquenta e dois documentos sobre o assunto, bem como Acta Iudiciaria (1373); Johannes von Nepomuk (Johann von Pomuk), futuro santo, foi um domesticus commensalis e notário da arquidiocese; a intensidade da vida religiosa foi alvo do interesse dos reformadores Konrad von Waldhauser e Jan Milič z Kroměříže.
Criado pelo Papa Urbano VI como cardeal-presbítero no consistório de 18 de setembro de 1378, recebeu o título de Santos XII Apóstolos, mantendo seu governo arquiepiscopal. É considerado o primeiro cardeal checo. O Papa enviou-lhe o chapéu vermelho e a cruz de legado papal na Boêmia para Praga com o cardeal legado Pietro Pileo da Prata.
Fundou hospitais em Vizgrad e em Praga, renunciou ao governo pastoral em 6 de março de 1379.
Morreu em 14 de janeiro de 1380, em Praga, foi sepultado na Capela de Sankts Attale e Erard na Catedral de São Vito.